# Theganopteryx sabauda
Theganopteryx sabauda är en kackerlacksart som först beskrevs av Giglio-Tos 1907.  Theganopteryx sabauda ingår i släktet Theganopteryx och familjen småkackerlackor.
Artens utbredningsområde är Uganda. Inga underarter finns listade i Catalogue of Life.